# Фронт реформистов
Фронт реформистов (перс. جبهه اصلاح‌طلبان‎), ранее называвшийся Фронтом демократии (перс. جبهه مردمسالاری‎) и Фронт консолидации за демократию (перс. جبهه تحکیم دموکراسی‎) — политический альянс малоизвестных партий иранских реформистов, ранее поддерживавший Партию демократии.

## История

### Парламентские выборы 2008 года
В 2008 году для участия выборах в иранский Меджлис была сформирована Коалиция народных реформ, состоящая из 14 групп. Ключевыми фигурами альянса стали Мостафа Кавакебян, политик и журналист, и Фатима Карруби, политик и активист, жена Мехди Карруби. Коалиция объединила Партию демократии Кавакебян, Исламской ассамблеи женщин Фатимы Карруби и некоторых политиков из Партии солидарности Исламского Ирана, но не самой партии. Союзниками коалиции на выборах были Партия национального доверия и Партия умеренности и развития, главными конкурентами Совет по координации Фронта реформ, а также консервативные Широкая коалиция принципалистов и Объединённый фронт принципалистов. Итоги голосования оказались не очень хорошими для реформистских сил. Оба участника выборов от реофрмистов, Коалиция реформистов и Коалиция народных реформ получили в общей сложности 17,9 % и 51 место в Меджлисе.

### Парламентские выборы 2012
Перед выборами в Меджлис 2012 года коалиция под предводительством Мостафы Кавакебяна получила новое название, «Фронт реформистов», похожее на «Фронт реформ», под которым в предыдущих в выборах участвовал Совет по координации Фронта реформ, в 2012 решивший не идти на выборы. Некоторые реформистские группы исключали для себя какое-либо сотрудничество с Фронтом реформистов, а некоторые даже называли их «фальшивыми реформистами». В одном из избирательных округов провинции Тегеран Фронт реформистов выставил 15 кандидатов совместно с профцентром «Рабочий дом». Эти две группы были наиболее заметными реформистскими партиями, участвующими в выборах. По итогам голосования Фронт реформистов получил 4,48 % голосов избирателей и 13 мест в Меджлисе.

### Уход Партии демократии и раскол фронта
В начале лета 2014 года Партия демократии покинула фронта, предпочтя остаться в Совете по координации Фронта реформ. После выхода во фронте произошёл раскол. Одна фракция считала, что новым Генеральным секретарём должен стать заместитель Генсека Мохаммад-Джавад Хагшенас, в то время как другая фракция поддержала Али Фаэзи и сохранила Маджида Мохташами в качестве пресс-секретаря. 26 октября 2014 года одна из фракций попыталась зарегистрировать фронт в МВД Ирана и тем самым избавиться от конкурентов. В октябре 2014 года бывший лидер Фронта реформистов Мостафа Кавакебян раскритиковал решение о создании параллельного реформистского альянса в 2008 году.

### Парламентские выборы 2016 года
Список Фронта реформистов, опубликованный перед выборами в Меджлис 2016 года, на 100% совпадал со общереформистским «Списком Надежды». В итоге, «Список Надежды» получил 41,03 % голосов избирателей и 119 мест в Меджлисе из 290, став ведущей силой иранского парламента.

## Участники
Фронт реформистов включает в себя небольшие политические партии, а также местные партии и менее формальные группы и организации. Группы, упомянутые в качестве членов альянса по источникам, включают в себя:

| - Партия свободы (перс. حزب آزادی‎) - Партия национального единства Ирана (перс. حزب اتحاد ملی ايران‎) - Детская партия Ирана (перс. حزب فرزندان ايران‎) - Иранская культурная ассоциация (перс. کانون همبستگی فرهنگيان ايران‎) - Иранская прогрессивная партия (перс. حزب ترقی ايران‎) - Независимая трудовая партия (перс. حزب مستقل کار‎) - Политическое население иранской национальной власти (перс. جمعيت سياسي اقتدار ملی ايران‎) - Население в пользу правопорядка (перс. جمعيت طرفدار نظم و قانون‎) - Последователи завтрашнего дня (перс. جمعيت رهروان فردا‎) - Общество юристов-правозащитников (перс. کانون وکلای مدافع حقوق بشر‎) - Партия гордости Ирана (перс. حزب ايران سرافراز‎) - Партия пионеров развития (перс. حزب پيشگامان توسعه‎) - Партия развития остана Керманшах (перс. حزب توسعه استان کرمانشاه‎) | - Ассоциация Махестана (перс. کانون مهستان‎) - Ассоциация молодёжи Чехармехали и Бахтиарии (перс. کانون جوان چهارمحال و بختياری‎) - Ассоциация преподавателей и выпускников Университета Пайаме Нур (перс. کانون مدرسين و فارغ‌التحصيلان دانشگاه پيام نور کشور‎) - Ассоциация учёных Исфаханского университета (перс. انجمن دانشگاهيان دانشگاه اصفهان‎) - Ассамблея студентов и выпускников остана Бушир (перс. مجمع دانشجويان و دانش‌آموختگان استان بوشهر‎) - Ассамблея студентов и выпускников остана Исфахан (перс. مجمع دانشجويان و دانش‌آموختگان استان اصفهان‎) - Ассамблея студентов и выпускников остана Голестан (перс. مجمع دانشجويان و دانش‌آموختگان استان گلستان‎) - Ассамблея студентов и выпускников остана Западный Азербайджан (перс. مجمع دانشجويان و دانش‌آموختگان استان آذربايجان شرقی‎) - Ассамблея студентов и выпускников остана Илам (перс. مجمع دانشجويان و دانش‌آموختگان استان ايلام‎) - Ассоциация выпускников Западного Азербайджано (перс. کانون فارغ‌التحصيلان آذربايجان غربی‎) - Ассоциация выпускников Абу Рейхан аль-Бируни (перс. کانون فارغ‌التحصيلان ابوريحان بيرونی‎) - Партия народного участия Гиляна (перс. حزب مشارکت‌های مردمی گيلان‎) - Партия народных реформ (перс. حزب مردمی اصلاحات‎) |

### Бывшие участники
- Партия демократии[англ.] (2000–2014)
- Исламская ассамблея женщин[англ.] (2008)

Бывшие союзники
- Партия национального доверия Ирана (2008)
- Партия умеренности и развития[англ.] (2008)
- «Дом рабочих[англ.]» (2012)